# Hans Langsdorff
Hans Wilhelm Langsdorff (Bergen auf Rügen, 1894. március 20. – Buenos Aires, 1939. december 20.) német tengerésztiszt.

## Élete
Hans Langsdorff 1894-ben született első gyermekként a Rügen szigetén található Bergenben. A családja nagy tengerészeti múlttal rendelkezett. A család 1898-ban Düsseldorfba költözött. 1912-ben felvették a kieli haditengerészeti akadémiára. 1916-ban a jütlandi csata után elismerésképpen másodosztályú Vaskereszttel tüntették ki. A háború folyamán megkapta az első osztályú Vaskeresztet is, melynek adományozási dátuma nem ismert.
1923-ban megismerkedett Ruth Hagerral Drezdában, akivel 1924 márciusában házasságot kötött. December 14-én megszületett Johann nevű fiuk. 1925-ben Berlinben, a Védelmi Minisztériumban dolgozott. A haditengerészet és a hadsereg közötti koordináció volt a feladata. 1927-ben a torpedócsónak flottában szolgált. 1930 áprilisában kinevezték parancsnok-helyettesnek. 1931-ben újra Berlinben volt.
1936-ban és 1937-ben az új Admiral Graf Spee zsebcsatahajón szolgált a spanyol polgárháborúban. 1937. január elsején kapitánnyá (Kapitän zur See) léptették elő. 1938 októberében kinevezték az Graf Spee parancsnokának.
1939. augusztus 21-én a Graf Spee kihajózott kikötőjéből és a dél-atlanti vizek felé tartott. A második világháború az Atlanti óceán déli részén érte. Az Admiral Graf Spee több kereskedőhajót süllyesztett el, több mint 50 000 tonna vízkiszorítással.
December 13-án a Graf Spee megütközött az Exeter, Achilles, Ajax cirkálókból álló brit hajórajjal. Ezután a Graf Spee Montevideói kikötőbe menekült. Langsdorff időt kért Uruguaytól, hogy kijavíthassa a csatában megsérült hajóját, melyre Uruguaytól egy elnöki engedéllyel az eredetileg járó 24 órához további 48 órát kapott. Langsdorff kapitány konzultált a németországi parancsnoksággal. Felmerült a kikötő előtti nyílt vízen álló angol hajókötelék elleni harc lehetősége, a hajó kikötő előtt történő elsüllyesztése, illetve a legénység uruguayi internálása. Az internálás lehetőségét a német parancsnokság elvetette, mert ebben az esetben a hajót hadizsákmányként Uruguay átadta volna az angoloknak. Langsdorff a másik két lehetőségből választhatott. Ő azonban túlbecsülte a rá váró angol hajókötelék erejét, ezért a hajó elsüllyesztése mellett döntött. A hajó elsüllyesztés mellett azért is döntött, hogy  a német technológia ne jusson a szövetségesek kezébe.
Így december 17-én elsüllyesztette hajóját 10 kilométerre a montevideói kikötőtől, a La Plata folyóban. Az Admiral Graf Spee legénysége egy teherhajón Buenos Airesbe hajózott, ahol a helyi hatóságok nem tekintették őket hajótöröttnek, hanem hadifogolytáborba kerültek. December 20-án Langsdorff egy szállodai szobában öngyilkos lett. Sokan őt tartják a legemberségesebb kapitánynak. Ellentmondott a náci vezetőkarnak és megmentette a legénységét a kivégzéstől.